# Мемиш, Фуркан Улаш
Фуркан Улаш Мемиш (тур. Furkan Ulaş Memiş; род. 22 апреля 1991, Трабзон) — турецкий боксёр, представитель лёгкой, легчайшей и наилегчайшей весовых категорий. Выступал за сборную Турции по боксу во второй половине 2000-х — первой половине 2010-х годов, бронзовый призёр чемпионата Европы, победитель и призёр многих турниров международного значения, участник летних Олимпийских игр в Пекине. Начиная с 2018 года боксирует на профессиональном уровне.

## Биография
Фуркан Улаш Мемиш родился 22 апреля 1991 года в городе Трабзон, Турция. Проходил подготовку в боксёрском клубе «Текельспор» в Стамбуле.

### Любительская карьера
Впервые заявил о себе на международной арене в сезоне 2006 года, когда вошёл в состав турецкой национальной сборной и выступил на домашнем чемпионате мира среди кадетов в Стамбуле, где стал бронзовым призёром в категории до 46 кг — на стадии полуфиналов по очкам уступил россиянину Александру Кузнецову.
В 2007 году на чемпионате Европы среди кадетов в Венгрии дошёл до четвертьфинала, тогда как на мировом кадетском первенстве в Баку уже в 1/8 финала был остановлен кубинцем Ласаро Альваресом.
На молодёжном чемпионате мира 2008 года в Гвадалахаре выбыл из борьбы за медали уже в 1/16 финала. Помимо этого, завоевал бронзовую медаль на Мемориале Феликса Штамма в Варшаве, уступив в полуфинале российскому боксёру Сергею Водопьянову, и получил бронзу на Кубке Бранденбурга во Франкфурте, где был побеждён немцем Эдуардом Шмидтом. На второй европейской олимпийской квалификации в Афинах одолел всех оппонентов в зачёте наилегчайшего веса — благодаря этой победе удостоился права защищать честь страны на летних Олимпийских играх в Пекине, однако уже в стартовом поединке категории до 51 кг в связи с отказом потерпел поражение от индуса Джитендера Кумара.
После пекинской Олимпиады Мемиш остался в составе боксёрской команды Турции и продолжил принимать участие в крупнейших международных соревнованиях. Так, в 2009 году он выиграл серебряную медаль на домашнем международном турнире «Ахмет Джёмерт» в Стамбуле, дошёл до четвертьфиналов на молодёжном европейском первенстве в Польше и на Кубке Бранденбурга в Германии.
В 2010 году в легчайшем весе одержал победу на студенческом чемпионате мира в Улан-Баторе. На чемпионате Европы в Москве в 1/8 финала сумел выиграть у болгарина Детелина Далаклиева, но в четвертьфинале проиграл представителю Уэльса Эндрю Селби. На международном турнире «Странджа» в Янболе на стадии четвертьфиналов был побеждён Орзубеком Шаимовым из Узбекистана.
На домашнем европейском первенстве 2011 года в Анкаре стал бронзовым призёром в зачёте легчайшей весовой категории, уступил в полуфинале россиянину Дмитрию Полянскому. Был лучшим в зачёте турецкого национального первенства.
В 2013 году добавил в послужной список серебряную награду, полученную на турнире «Ахмет Джёмерт» — в решающем финальном поединке категории до 60 кг был остановлен венгром Миклошом Варгой. Участвовал в чемпионате Европы в Минске, где уже в 1/8 финала потерпел поражение от представителя Белоруссии Вазгена Сафарянца.

### Профессиональная карьера
В сентябре 2018 года Фуркан Улаш Мемиш успешно дебютировал на профессиональном уровне.